# Vincenzo Giuseppe De Prisco

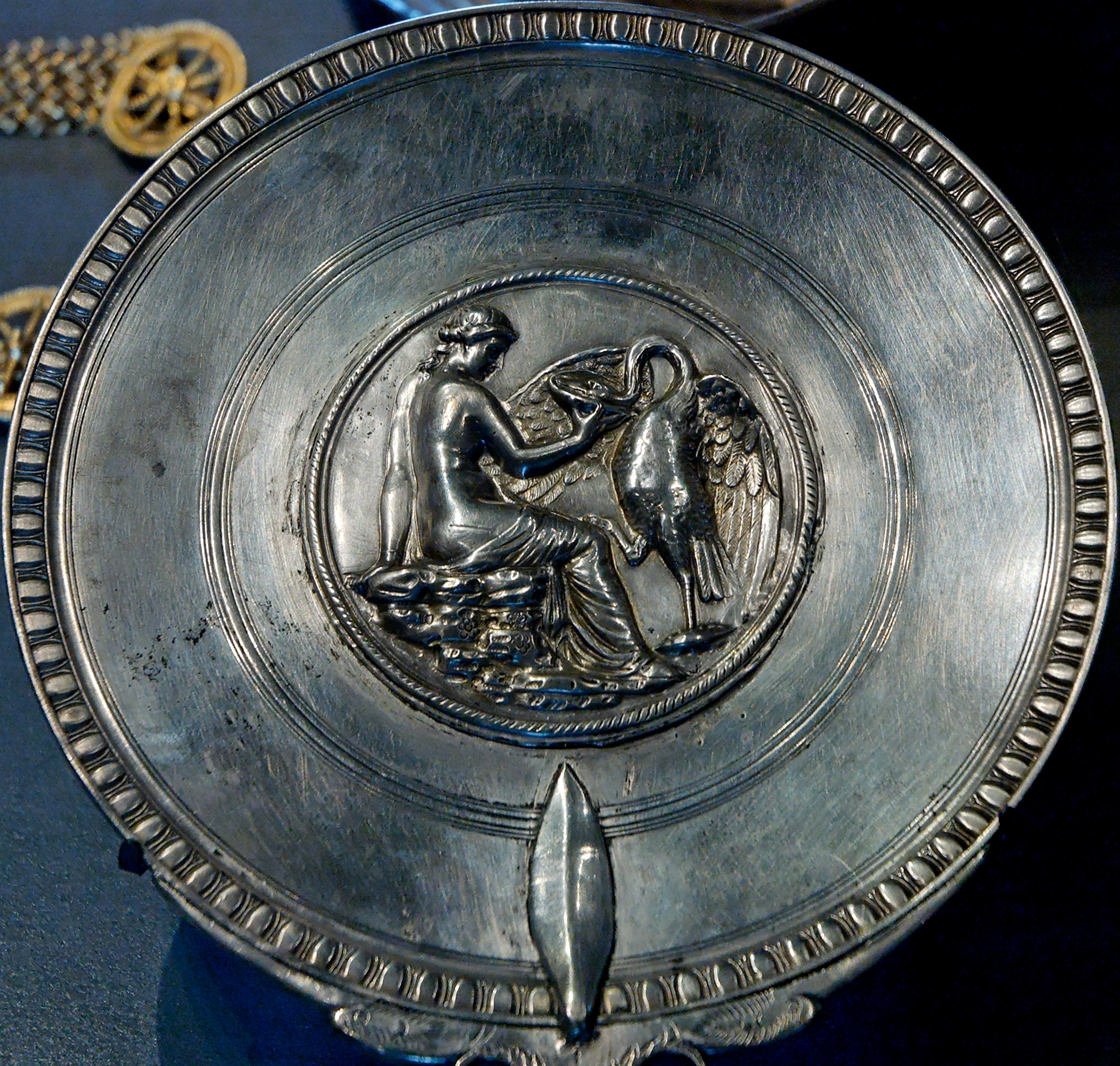
Specchio da toletta dal tesoro di Boscoreale, con scena mitologica di Leda e il cigno, in argento sbalzato.
Louvre, Dipartimento delle antichità greche etrusche e romane - Ala Sully, piano terra, stanza 33.

Vincenzo Giuseppe De Prisco (Boscoreale, 9 agosto 1855 – Boscoreale, 16 giugno 1921) è stato un deputato del Regno d'Italia.

## Biografia
Funzionario del Ministero delle finanze, fu anche archeologo dilettante, mosso a questa attività più dall'interesse economico che dalla passione.

## Trafugamento del tesoro di Boscoreale
Il nome di Vincenzo De Prisco è principalmente legato all'oscura vicenda giudiziaria del trafugamento illegale del cosiddetto Tesoro di Boscoreale.
Il tesoro, un cospicuo ritrovamento in vasellame argenteo da lui scavato in località Boscoreale, fu da lui stesso illegalmente venduto all'estero e pervenuto nelle mani di Edmond James de Rothschild che ne fece dono al Museo del Louvre dove è ora esposto.